# 문준
문준(文俊, 1982년 7월 14일~)은 대한민국의 스피드스케이팅 선수이다. 1999년 이후 국가대표로 활약하고 있다.
강원도 출신의 문준은 춘천기계공고 재학 중 국가대표로 뽑혔다. 처음에는 중장거리를 위주로 하여, 1999년 동계 아시안 게임 5000m에서 은메달, 10000m에서 동메달을 획득하였다. 그 후 강원체고로 옮겼으며, 한체대에 진학했다. 2001년 세계 주니어 선수권 대회에서 종합 2위에 올랐다. 2002년 동계 올림픽에서는 1500m에 출전했다. 그 후 주로 중단거리를 위주로 전환하였으며, 성남시청에 입단했다. 2006년 동계 올림픽에서 1000m와 1500m에 출전했다.
2006년 동계 올림픽 이후 기량이 크게 성장하여 2007년 3월 4일, 1500m에서 1분 44초23을 기록, 이규혁이 보유하고 있던 한국신기록을 6년 만에 경신하였으며, 3월 11일에 1분 43초87로 다시 한국신기록을 경신하였다 그는 세계 종목별 선수권 대회에서 2007년 1000m 5위, 1500m 4위, 2008년 500m 4위를 하는 등 근소한 차이로 세계 정상권에 들 수 있는 기회를 놓쳤고, 대한민국 내에서도 이규혁에게 적은 차이로 밀리는 경우가 많았다. 한편 2008년 세계 스프린트 선수권 대회에서 이규혁과 제러미 워더스푼에 이어 3위에 올랐다. 2008년~2009년 사이 부상으로 다소 부진했으며, 그의 1500m 한국 신기록은 2009년 12월, 모태범이 1분 42초85로 경신하였다. 현재 대한민국에서 1000m에서는 이규혁, 1500m에서는 모태범 다음으로 개인 최고기록이 좋으며, 2010년 동계 올림픽 참가 자격을 얻었다.